# Шокпарський сільський округ
Шокпа́рський сільський округ (каз. Шоқпар ауылдық округі, рос. Шокпарский сельский округ) — адміністративна одиниця у складі Шуського району Жамбильської області Казахстану. Адміністративний центр — село Шокпар.
Населення — 2285 осіб (2021; 2476 у 2009, 3031 у 1999, 3927 у 1989).
Станом на 1989 рік існувала Кіровська сільська рада (села Кулакшино, Чокпар, селища Алаайгир, Еспе, Чокпар). У період 1997-1999 років Кіровський сільський округ отримав сучасну назву.

## Склад
До складу округу входять такі населені пункти:
| Населений пункт             | Старі назви | Населення, осіб (1989) | Населення, осіб (1999) | Населення, осіб (2009) | Населення, осіб (2021) |
| --------------------------- | ----------- | ---------------------- | ---------------------- | ---------------------- | ---------------------- |
| Алайгир, станційне селище   | Алаайгир    | 120                    | 105                    | 227                    | 59                     |
| Еспе, станційне селище      | -           | 278                    | 244                    | 271                    | 184                    |
| Кулакшино, станційне селище | -           | 160                    | 138                    | 281                    | 77                     |
| Шокпар, село                | Чокпар      | 1690                   | 1369                   | 569                    | 732                    |
| Шокпар, станційне селище    | Чокпар      | 1679                   | 1175                   | 1128                   | 1233                   |